# Список экзопланет в созвездии Южного Треугольника
Список экзопланет в созвездии Южного Треугольника содержит 2 экзопланеты в 1 разных планетных системах, находящихся в соответствующем созвездии. Перечислены только подтверждённые экзопланеты, не являющиеся коричневым карликом.
Учёные постоянно совершают открытия, поэтому список может быть неполон.
Оценить зону обитаемости можно на основе светимости звезды.
| Система   | # | Удалённость св. лет | Светимость L⊙ | Большая полуось а. e. | Эксцентриситет | Период обращения сут | Масса MJ     | Пр.    |
| --------- | - | ------------------- | ------------- | --------------------- | -------------- | -------------------- | ------------ | ------ |
| HD 147018 | b | 132                 | 0,712         | 0,24                  | 0,47           | 44,24 ± 0,01         | >2,12 ± 0,07 | EPEDR2 |
| HD 147018 | c | 132                 | 0,712         | 1,92 ± 0,04           | 0,13           | 1008 ± 18            | >6,56 ± 0,32 | EPEDR2 |